# 足球文化
足球文化是指和足球相關的大眾文化。在許多國家，足球已經根深蒂固的進入當地的文化，許多國家都有足球報紙或足球雜誌出版。世界杯足球賽每四年舉行一次，是世界最重要的足球賽事，吸引無數人關注和收看。國際足聯是世界最重要的足球管理組織。除了國家隊組建的足球協會之外，一些俱樂部也會組織自己的協會以保護自己利益。足球的比賽形式有聯賽（如英格蘭足球超級聯賽）和杯賽（如足總杯）等。足球既可以是提高國家凝聚力的手段，也可能是種族或國家衝突的導火索。喜歡足球的人被稱為球迷，他們是足球文化的重要部份。

## 外部連結
- FootballCulture.net - a website run by the British Council exploring Football Culture (Internet Archive copy)
- Footballers are Idiots - a website compiling the best of footballers' bad behaviour
- FIFA Code of Conduct for Football （页面存档备份，存于）
- Football Against Racism in Europe
- The Global Game - World Football, Women's Football, Media, Culture
- Nouvelle Fédération Board website
- Soccer World